# 嵐冠三郎
嵐 冠三郎（あらし かんざぶろう、1878年 - 没年不詳）は、日本の俳優、元歌舞伎役者、元子役、元女形である。本名は北岡 力松（きたおか りきまつ）。関西歌舞伎から初期のサイレント映画に転向して牧野省三の映画製作を支えた、マキノ最古参俳優である。

## 人物・来歴
1878年（明治11年）、京都府京都市上京区西陣の織物屋の家庭に生まれる。本名については、最初期の資料である『花形活動俳優内証話』（1918年）には「北國力松」とあるが、『日本映画俳優名鑑 昭和五年版』などによれば、本名の姓は「北岡」である。『花形活動俳優内証話』には、芝居好きの両親が四代目實川延三郎（1864年 - 1905年）、片岡柳蔵（1870年 - 1923年）の贔屓であったため、幼児から日本舞踊を習得し、数え年8歳の年に、牧野省三（1878年 - 1929年）の経営する千本座の子役となり、同劇場で初舞台を踏んだ、という旨の記述がなされている。また『人気役者の戸籍調べ』（1919年）によれば、正確な年月日は不明だが、四代目嵐冠十郎（1851年 - 1925年）の門下に入った、という旨が記されている。
牧野省三が、横田商会（現在の日活）の依頼により映画製作を開始するとこれに参加し、牧野が3作目に演出した『児島高徳誉の桜』に出演、同作は、1909年（明治42年）4月12日に公開され、これが冠三郎の映画デビューとなった。子役以降の冠三郎は、女形を演じており、1911年（明治44年）12月の京都・南座顔見世興行では、『聚楽物語』で「町屋の女」役で登場している。『花形活動俳優内証話』によれば、1912年（明治45年）6月14日に公開された尾上松之助主演『金比羅利生記』で森口源太左衛門を演じたが、このとき乗った馬が暴走して投げ出され、左足を骨折、以来、派手なアクションの芝居を演じることがむつかしくなったという。同年（大正元年）9月10日、横田商会は他の3社と合併して日活になり、同社の撮影所は日活関西撮影所となったが、冠三郎はひきつづき同撮影所が製作する映画、とくに尾上松之助の主演作に多く出演した。時期は不明であるが結婚し、冠三郎夫妻が上京区仁和寺街道六軒町西入に在住した1913年（大正2年）3月25日、のちの女優・北岡よし江（本名同じ、1913年 - 没年不詳）が娘として生まれる。冠三郎は、同年5月、京都座での『女歌舞伎』では「女中おきよ」、同年8月、明治座での『岩見武勇伝』では「仲居お万」と「仲居お定」の二役、と女役であったが、同年10月、明治座での『義士実談』では男役の「潮田又之丞」役を演じた記録が残っている。
1921年（大正10年）6月、牧野が日活から独立して等持院撮影所を開き、牧野教育映画製作所を設立すると、片岡市太郎、市川花紅、市川省紅、市川小蝦らの俳優、金森萬象、沼田紅緑ら演出家とともに、冠三郎も日活を退社して、これに参加した。1923年（大正12年）6月1日、同社がマキノ映画製作所に改組されると、ひきつづき同社に所属した。牧野省三グループ（マキノ一家）では最古参の冠三郎は、同社では、俳優幹事を務め、これはのちのマキノ・プロダクションでも変わらなかった。1924年（大正13年）7月、同社は東亜キネマに吸収され、同撮影所は東亜キネマ等持院撮影所になるが、冠三郎は、ひきつづき同社に継続的に入社した。
1925年（大正14年）6月、牧野が東亜キネマから再度独立して御室撮影所を開き、マキノ・プロダクションを設立すると、冠三郎も日活を退社して、これに参加、同様の仲間に、俳優の阪東妻三郎、岡嶋艶子、マキノ輝子、泉春子、中根龍太郎、岩城秀哉、演出家の金森萬象、衣笠貞之助、二川文太郎、井上金太郎、脚本家の寿々喜多呂九平らがいた。このとき、旧制小学校を卒業したばかりの娘のよし江も、同社に入社して女優となっている。1928年（昭和3年）3月14日に公開された、牧野の総指揮・監督による大作『忠魂義烈 実録忠臣蔵』では、豊田八太夫を演じた。出演記録の上では、同作が最後の作品であるが、1929年（昭和4年）7月25日、牧野省三が亡くなり、同年9月にマキノ正博を核とした新体制が発表になると、冠三郎は、俳優幹事として、荒木忍、南光明、根岸東一郎、谷崎十郎、阪東三右衛門、市川米十郎、東郷久義、市川幡谷、實川芦雁と続く「俳優部男優」の筆頭に名を連ねた。その後、新体制下のマキノ・プロダクションは財政が悪化し、1931年（昭和6年）6月、同社解散により退社した。
マキノ解散後は、高村正次と立花良介が「マキノ再興」を目指して御室撮影所に設立した正映マキノキネマにまでは、娘のよし江とともに参加した、とされている。同社の設立は1932年（昭和7年）2月で、同年4月には解散しており、その後の冠三郎の消息は不明だが、元俳優、映画プロデューサー玉木潤一郎の著書『日本映画盛衰記』（万里閣）が発行された1938年（昭和13年）10月25日の時点では存命であったという。没年不詳。

## フィルモグラフィ
クレジットはすべて「出演」である。公開日の右側には役名、および東京国立近代美術館フィルムセンター（NFC）、マツダ映画社所蔵等の上映用プリントの現存状況についても記す。同センターなどに所蔵されていないものは、とくに1940年代以前の作品についてはほぼ現存しないフィルムである。資料によってタイトルの異なるものは併記した。

### 横田商会
製作・配給は「横田商会」、すべてサイレント映画である。
- 『児島高徳誉の桜』 : 監督牧野省三、1909年4月12日公開
- 『田宮坊太郎』（『金比羅利生記』[7][2]） : 監督牧野省三[2]、1912年6月14日公開 - 森口源太左衛門[2]

### 日活関西撮影所
製作は「日活関西撮影所」、配給は「日活」、すべてサイレント映画である。
- 『雪駄直し長五郎』 : 監督不明、主演尾上松之助、1916年10月24日公開
- 『日月太郎』 : 監督不明、主演尾上松之助、1916年11月14日公開
- 『堀のお梅』 : 監督不明、主演尾上松之助、1916年11月25日公開
- 『新門の辰五郎』 : 監督小林弥六、主演尾上松之助、1917年3月25日公開
- 『弁天小僧』 : 監督不明、主演尾上松之助、1917年7月13日公開
- 『今戸大八』 : 監督不明、主演尾上松之助、1917年9月9日公開
- 『五変化菊松』 : 監督不明、主演尾上松之助、1917年10月1日公開
- 『夏目千太郎』 : 監督小林弥六[7][8]（辻吉郎[10]）、主演尾上松之助、1917年10月29日公開
- 『笹川繁蔵』 : 監督不明、主演尾上松之助、1917年11月8日公開
- 『犬公方』 : 監督不明、主演尾上松之助、1917年11月9日公開
- 『会津の小鉄』（『会津小鉄』[10]） : 監督不明、主演尾上松之助、1917年12月2日公開
- 『鼠小僧猫塚』 : 監督不明、主演尾上松之助、1918年1月12日公開
- 『長吉長五郎』 : 監督不明、主演尾上松之助、1918年1月21日公開
- 『天狗金助』（『天狗小僧金助』[10]） : 監督不明、主演尾上松之助、1918年2月1日公開
- 『永井源三郎』 : 監督不明、脚本舟橋碧川、主演尾上松之助、1918年2月21日公開
- 『お六櫛』 : 監督不明、脚本舟橋碧川、主演尾上松之助、1918年3月1日公開
- 『木内宗吾之伝』 : 監督不明、主演片岡市太郎、1918年4月1日公開
- 『忠臣蔵七人いろは』 : 監督不明、主演市川寿美之丞、1918年6月30日公開 - 医者
- 『竹中半兵衛』 : 監督不明、主演尾上松之助、1918年7月1日公開
- 『大石内蔵之助実伝』 : 監督不明、主演尾上松之助、1919年6月1日公開 - おかるの父

### 牧野教育映画製作所
特筆以外はすべて製作・配給ともに「牧野教育映画製作所」、すべてサイレント映画である。
- 『実録忠臣蔵』 : 監督・脚本牧野省三、原作渡辺霞亭、主演阪東彦蔵、配給大正活映、1922年5月27日公開 - そば屋伜・寺坂吉右衛門・清水一角（三役）
- 『妖怪自来也』（『自雷也』[8]） : 監督牧野省三・沼田紅緑、主演有田松太郎（市川幡谷）、1923年2月8日（2月1日[8]）公開

### マキノ映画製作所
製作は「マキノ等持院撮影所」、配給は「マキノ映画製作所」、すべてサイレント映画である。
- 『弥次と北八 第一篇』 : 監督牧野省三、主演市川幡谷、1923年6月1日公開 - 野武士小源太
- 『弥次と北八 第二篇』 : 監督牧野省三、主演市川幡谷、1923年6月9日公開 - 野武士小源太
- 『お祭佐七』 : 監督牧野省三、主演片岡市太郎、1923年6月15日公開 - 吉田萬右衛門
- 『水戸黄門』 : 監督長尾史録、主演市川幡谷、1923年6月15日公開 - 奴定助・家老磯谷勇之進（二役）
- 『幡随院と権八』（『幡隋院と権八』[8]） : 監督牧野省三、主演市川幡谷、1923年6月21日公開
- 『仮名手本忠臣蔵』 : 監督牧野省三、主演市川幡谷、1923年6月27日公開
- 『紫頭巾浮世絵師』（『浮世絵師 紫頭巾』[8]） : 監督牧野省三・金森萬象、主演市川幡谷、1923年7月9日公開 - 山中備前守
- 『曾呂利と五右衛門』 : 監督牧野省三、主演片岡市太郎・市川幡谷、1923年7月18日公開 - 福島正則・毛谷十平次（二役）
- 『二人勢力富五郎』 : 監督牧野省三、主演市川幡谷、1923年7月25日公開 - 奇妙院呑海
- 『大久保彦左一本参る』 : 監督後藤秋声、主演市川幡谷、1923年8月1日公開 - 針医古賀市
- 『鮮血の手型 前篇』 : 監督沼田紅緑、主演市川幡谷、1923年10月17日公開 - 剣客露邦玄八郎
- 『鮮血の手型 後篇』 : 監督沼田紅緑、主演市川幡谷、1923年10月26日公開 - 剣客露邦玄八郎
- 『或る日の大石』 : 総指揮・脚本牧野省三、監督沼田紅緑、主演有田松太郎（市川幡谷）、1923年12月14日公開 - 前野平内
- 『安政奇談』 : 監督沼田紅緑、主演市川幡谷、1923年12月21日公開 - 玄海波左衛門
- 『火の車お萬』（『火の車お万』[8]） : 指揮牧野省三、監督後藤秋声、主演阪東妻三郎・環歌子、1923年12月28日公開 - 元手代八右衛門
- 『燃ゆる渦巻 第一篇』（『燃ゆる渦巻 前篇』[8]） : 監督沼田紅緑、主演片岡市太郎、1924年1月7日公開 - 土方歳三
- 『小佛心中』 : 監督沼田紅緑、主演市川幡谷、1924年1月13日公開 - 稲妻銀次
- 『燃ゆる渦巻 第二篇』（『燃ゆる渦巻 後篇』[8]） : 監督沼田紅緑、主演片岡市太郎、1924年1月19日公開 - 土方歳三
- 『いがみの権太』 : 監督後藤秋声、主演市川幡谷、1924年2月1日公開 - 梶原平之景時
- 『燃ゆる渦巻 第三篇』 : 総監督牧野省三、監督沼田紅緑、主演市川幡谷、1924年2月15日公開 - 土方歳三
- 『命の掛橋』 : 監督沼田紅緑、主演阪東妻三郎、1924年2月22日公開 - 大崎八五郎
- 『燃ゆる渦巻 最終篇』 : 総指揮牧野省三、監督沼田紅緑、主演市川幡谷、1924年3月6日公開 - 土方歳三
- 『桜田快挙録』 : 総指揮牧野省三、監督後藤秋声、主演市川幡谷、1924年3月14日公開 - 近衆安藤対馬守
- 『侍甚七捕物帳』 : 監督後藤秋声、主演市川花紅、1924年6月13日公開 - 刀を求める客笹川藤十郎
- 『雲母阪』 : 監督沼田紅緑、主演阪東妻三郎、1924年6月20日公開 - 国家老島津久之進
- 『関守の情』 : 総指揮マキノ青司（牧野省三）、監督後藤秋声、主演市川幡谷、1924年6月25日公開 - 亀井六郎

### 東亜キネマ等持院撮影所
特筆以外すべて「東亜キネマ等持院撮影所」、配給は「東亜キネマ」、すべてサイレント映画である。
- 『逆流』 : 監督二川文太郎、主演片岡紅三郎、1924年9月26日公開 - 剣客倉橋十平太、21分尺で現存（マツダ映画社所蔵[19]）
- 『清水次郎長』 : 監督沼田紅緑、主演阪東妻三郎、製作東亜マキノ等持院撮影所、1924年10月10日公開 - 紬の文吉
- 『弘法大師御伝記』[8] : 監督不明、主演片岡市太郎、1924年10月31日公開
- 『茶人木阿弥』 : 監督後藤秋声、主演本間直司、1924年11月14日公開 - 松倉右近
- 『毒刃 中篇』 : 指揮牧野省三、監督金森萬象、主演高木新平、1924年11月21日公開 - 老臣梶原
- 『毒刃 後篇』 : 指揮牧野省三、監督金森萬象、主演高木新平、1924年11月28日公開 - 老臣梶原
- 『荒神山の血煙』 : 監督沼田紅緑、主演市川小文治、1925年2月6日公開 - 稲木文蔵
- 『お高祖頭巾の女』（『お高祖頭布の女』[8]） : 監督金森萬象、主演マキノ輝子、製作東亜マキノ等持院撮影所、1925年4月3日公開 - 永井駿河守
- 『三人姉妹 前篇』 : 総指揮・脚色マキノ省三（牧野省三）、監督沼田紅緑、原作本田美禅、主演阪東妻三郎、製作東亜マキノ等持院撮影所、1925年4月17日公開 - 祖父五郎
- 『三人姉妹 中篇』 : 総指揮・脚色マキノ省三（牧野省三）、監督沼田紅緑、原作本田美禅、主演阪東妻三郎、製作東亜マキノ等持院撮影所、1925年4月23日公開 - 大和祖父五郎
- 『三人姉妹 後篇』 : 監督沼田紅緑、原作本田美禅、脚色牧野省三、主演阪東妻三郎、製作東亜マキノ等持院撮影所、1925年5月1日公開 - 祖父五郎
- 『心中宵待草』 : 監督・脚本衣笠貞之助、主演大谷友四郎、製作東亜マキノ等持院撮影所、1925年5月8日公開 - お里の兄勘三

### マキノプロダクション御室撮影所
製作は「マキノプロダクション御室撮影所」、配給は「マキノ・プロダクション」、すべてサイレント映画である。
- 『討幕の叫び』 : 総指揮マキノ省三、監督沼田紅緑、主演泉春子、1925年9月11日公開 - 芹沢鴨
- 『中山安兵衛』 : 監督畑中蓼坡、主演沢村長十郎、1925年9月18日公開 - 長屋の家主
- 『鎌腹』 : 監督マキノ省三、主演中根龍太郎、1925年10月9日公開 - 代官山根七太夫
- 『義士と侠客』 : 指揮・監督・脚色マキノ省三、主演マキノ正唯（マキノ正博）、1925年11月20日公開 - 矢頭長左衛門
- 『呑喰気抜之助』 : 総指揮マキノ省三、監督橋本佐一郎（橋本佐一呂）、主演中根龍太郎、1925年12月18日公開 - 家老 山脇主水正
- 『快傑夜叉王 前篇』 : 監督牧野省三、監督補橋本佐一呂、主演市川右太衛門、1926年2月11日公開 - 大江民部小輔女房
- 『怪人 狼 前篇』 : 監督富沢進郎、主演坪井哲、1926年2月15日公開 - 小牧左内、14分尺で現存（NFC所蔵[11]）
- 『修羅八荒 第一篇』 : 総監督マキノ省三、監督二川文太郎・勝見正義・橋本佐一呂、主演月形龍之介、1926年2月15日公開 - 遠藤但馬守
- 『快傑夜叉王 後篇』 : 総監督牧野省三、監督橋本佐一呂、主演市川右太衛門、1926年2月19日公開 - 大江民部小輔女房
- 『修羅八荒 第二篇』 : 総監督マキノ省三、監督二川文太郎・勝見正義、主演月形龍之介、1926年3月3日公開 - 遠藤但馬守
- 『怪人 狼 中篇』 : 監督富沢進郎、主演坪井哲、1926年4月21日公開 - 小牧左内
- 『怪人 狼 後篇』 : 監督富沢進郎、主演坪井哲、1926年4月30日公開 - 小牧左内
- 『お洒落狂女 前後篇』 : 監督マキノ省三、主演マキノ輝子、1926年6月11日公開 - 松平越中守定信
- 『忠魂義烈 実録忠臣蔵』 : 総指揮・監督マキノ省三、主演伊井蓉峰、1928年3月14日公開 - 豊田八太夫、78分尺で現存（NFC所蔵[11]） / 65分尺で現存（マツダ映画社所蔵[19]）